# Title (альбом Меган Трейнор)
Title — дебютный студийный альбом американской певицы Меган Трейнор, вышедший 13 января 2015 года. Первым синглом с альбома стала песня «All About That Bass», впоследствии возглавившая хит-парады США, Австралии, Канады, Великобритании и некоторых других стран и получившая две номинации на премию «Грэмми» (Запись года и Песня года). Вторым синглом стала композиция «Lips Are Movin».
20 октября 2014 года альбом стал доступен для предзаказа на iTunes. В предзаказ вошли все треки с мини-альбома Title и вышедший накануне сингл «Lips Are Movin». Дата выхода альбома в США и Канаде была назначена на 13 января 2015 года.

## Синглы
Первый сингл, «All About That Bass», вышел в продажу 2 июня 2014 года. Песня возглавила хит-парад Billboard Hot 100, а также чарты Австралии, Австрии, Канады, Дании, Новой Зеландии и Великобритании. 21 октября 2014 года вышел второй сингл «Lips Are Movin».

## Список композиций
| №                   | Название                    | Автор(ы)                          | Продюсер(ы)         | Длительность |
| ------------------- | --------------------------- | --------------------------------- | ------------------- | ------------ |
| 1.                  | «The Best Part (Interlude)» | Меган Трейнор Кевин Кэдиш [англ.] |                     |              |
| 2.                  | «All About That Bass»       | Трейнор Кэдиш                     | Кэдиш               | 3:07         |
| 3.                  | «Dear Future Husband»       | Трейнор Кэдиш                     | Кэдиш               | 3:04         |
| 4.                  | «Close Your Eyes»           | Трейнор Кэдиш                     | Кэдиш               | 3:40         |
| 5.                  | «3am»                       | Трейнор Кэдиш                     |                     |              |
| 6.                  | «Like I’m Gonna Lose You»   | Трейнор Кэдиш                     |                     | 3:27         |
| 7.                  | «Bang Dem Sticks»           | Трейнор Кэдиш                     | The Elev3n          |              |
| 8.                  | «Walkashame»                | Трейнор Кэдиш                     |                     |              |
| 9.                  | «Title»                     | Трейнор Кэдиш                     | Кэдиш               | 2:54         |
| 10.                 | «What If I»                 | Трейнор Кэдиш                     |                     |              |
| 11.                 | «Lips Are Movin»            | Трейнор Кэдиш                     | Кэдиш               | 3:01         |
| Общая длительность: | Общая длительность:         | Общая длительность:               | Общая длительность: | [ 11 ]       |

| №   | Название           | Автор(ы)      | Длительность |
| --- | ------------------ | ------------- | ------------ |
| 12. | «No Good for You»  | Трейнор Кэдиш |              |
| 13. | «Mr. Almost»       | Трейнор Кэдиш |              |
| 14. | «My Selfish Heart» | Трейнор Кэдиш |              |
| 15. | «Credit»           | Трейнор Кэдиш |              |